# Lab126
Lab126, Inc. é uma subsidiária da Amazon.com, responsável por P&D, e amplamente conhecida por desenvolver dispositivos Amazon Kindle. É baseado em Cupertino, Califórnia e é liderada por Gregg Zehr. O nome vem da forma como 1 e 26, que representam a primeira e última letras do alfabeto Inglês.

## Projetos
Além do Kindle e-reader, Lab126 está desenvolvendo outros "produtos fáceis de usar, altamente integrados ao consumo para atender clientes da Amazon.com". Em 2011, Lab126 desenvolveu o Kindle Fire computador tablet e, em 2012 desenvolveu dois novos modelos do tablet Fire chamado de Kindle Fire HD. Em 2014, desenvolveu a Amazon Fire TV. Em junho de 2014, foi anunciado o Fire Phone, com câmeras para rastrear os olhos do usuário e, dar a impressão de 3D, foi lançado em julho. Em 2015, foi lançado o Amazon Echo, um dispositivo de comando de voz.